# Palmira Borràs de Coll
Palmira Borràs i Serrat (Barcelona, 31 de diciembre de 1847 - 11 de febrero de 1929), más conocida como Palmira Borràs de Coll, fue una pintora española.

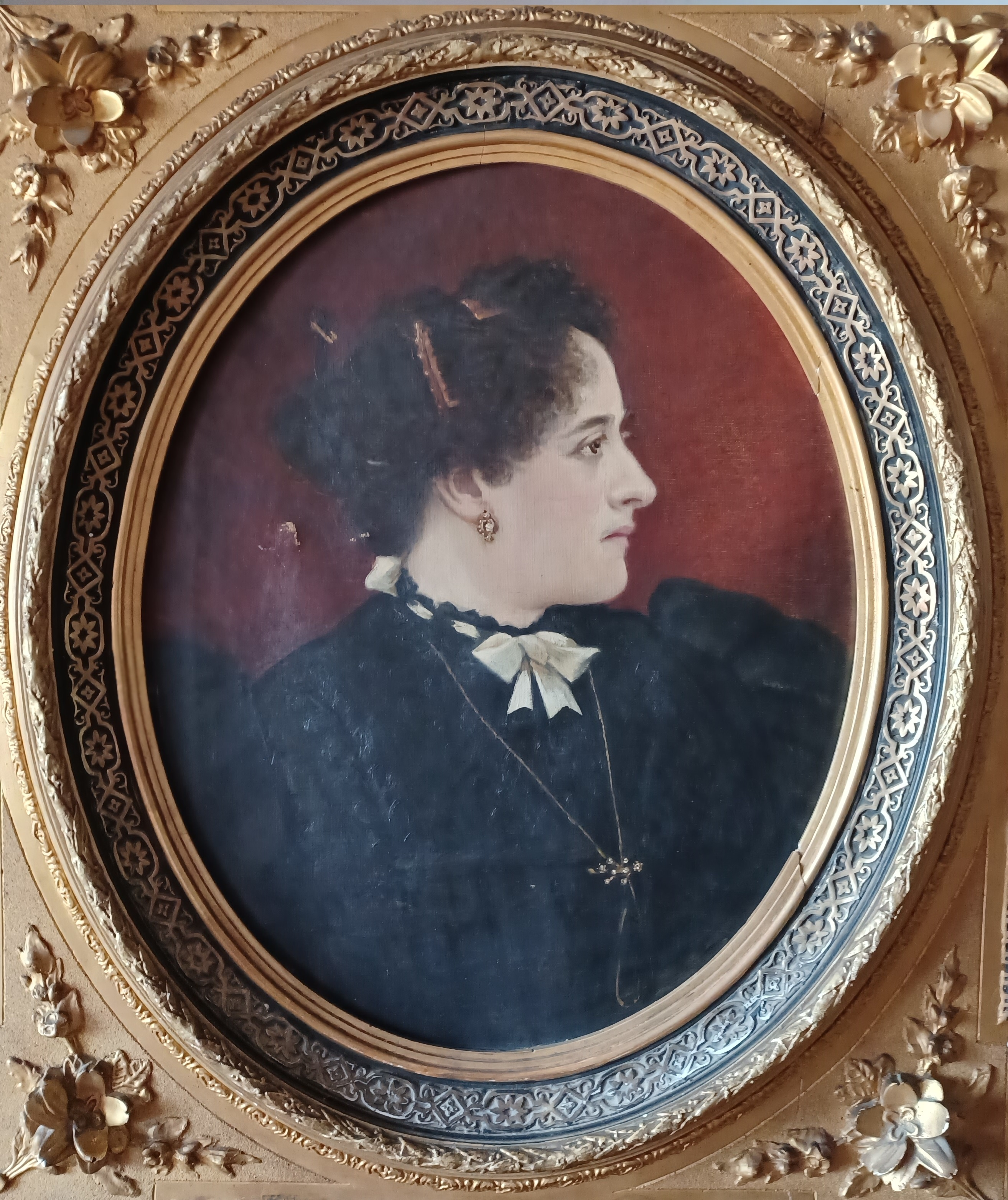
Retrato por Palmira Borrás de Coll

Natural de Barcelona, era hija de Frederic Borras, carpintero de oficio y de Antonia Serrat. Estuvo casada con el impresor Rafael Coll i Remedios, que la sobrevivió y murió en 1931.
Discípula del pintor Josep Teixidor, parece ser una artista con actividad suficiente que ejerció como profesora de pintura. En 1868 participó en la Exposición de Objetos de Arte de Barcelona, con un retrato y un frutal al óleo. Entre 1868 y 1870 expuso unos retratos al óleo en la tienda de marcos, dorados y estampas Monter de la calle Escudellers. Posteriormente, fue premiada por sus trabajos en las exposiciones celebradas en Barcelona en 1871 y en las posteriores. Así, tomó parte en la Exposición de Agricultura, Industria y Bellas Artes que ese año se hizo en el nuevo edificio de la Universidad de Barcelona, con cinco retratos. Fue conocida por su retrato de Emilio Castelar. También consta entre los participantes de las muestras que en los años setenta del siglo XIX organizaba la Sociedad para Exposiciones de Bellas Artes de Barcelona, como la de 1874, en las que únicamente figuran ocho pintoras: Ramona Banquells, Leonor Carreras, Teresa Castells, Júlia Deix, Pilar Menacho, Emilia Prat y Anna Verdier. En 1875 aparece citada y calificada de artista notable en una crónica del cubano José Martí, mientras éste vivía exiliado, que vio unos cuadros del artista en una exposición en Madrid. También hay noticia de que en agosto de 1891 expuso en el Círculo Republicano Histórico, que estaba en la calle Fontanella de Barcelona, un conjunto de pinturas, así como de pintura al óleo aplicada sobre diversos soportes como almohadas, láminas y fotografías. Falleció en 1929.